# 長崎運転免許センター

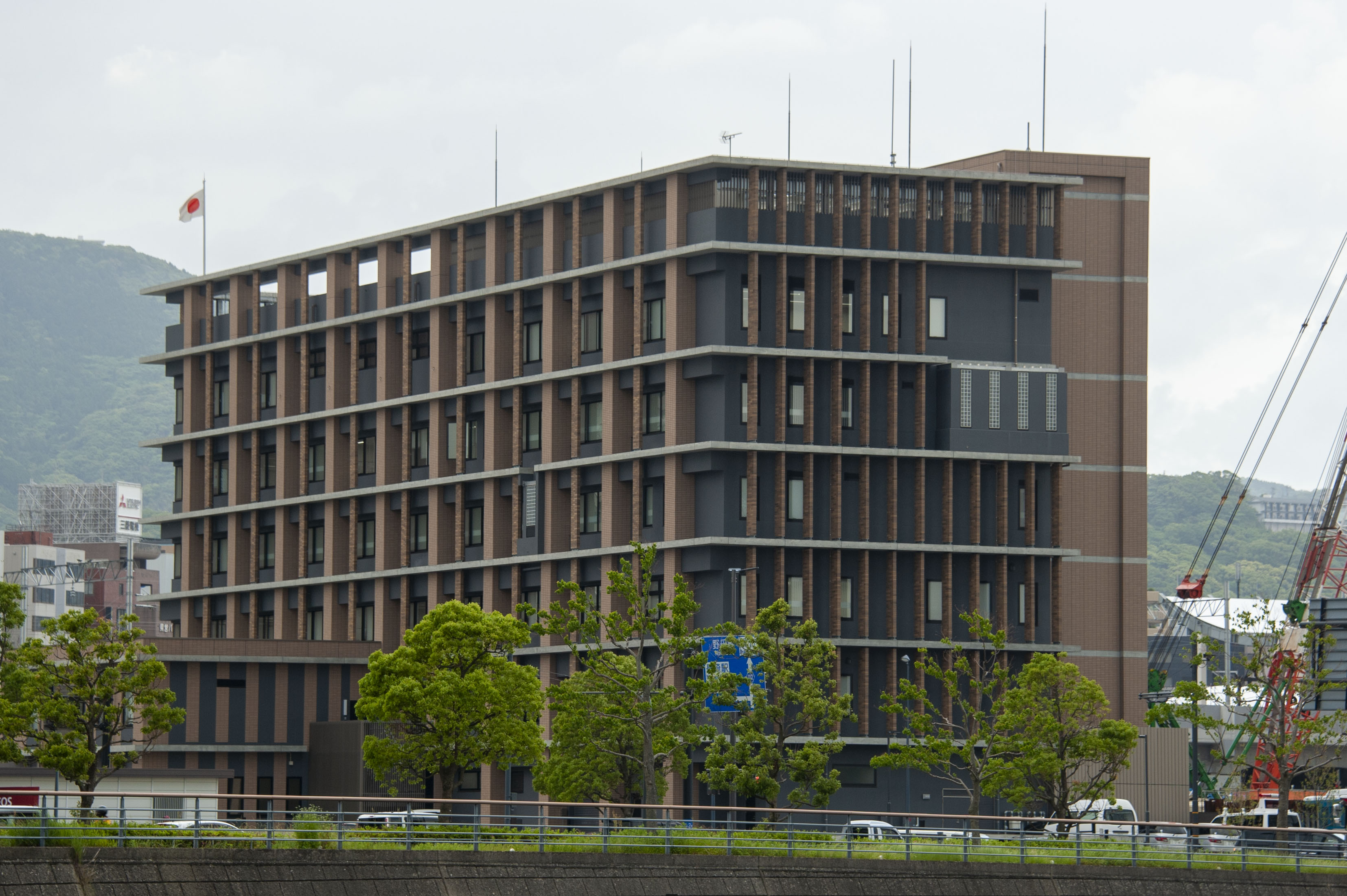
長崎運転免許センターが併設されている長崎警察署新庁舎

長崎運転免許センター（ながさきうんてんめんきょセンター）は、長崎県長崎市尾上町にあり、長崎県警察が設置・管理する運転免許試験場。
2020年（令和2年）4月1日に、長崎県長崎市尾上町の長崎警察署新庁舎内に併設された。

## 概要
開設の経緯
これまで、長崎市内に運転免許更新等の即日交付ができる施設はなく、市内の警察署の免許窓口で手続きをした場合は後日交付となっていた。即日交付をしたければ、大村市にある長崎県運転免許試験場まで行く必要があった。この状況を改善すべく、利便性向上のため、アクセスしやすい長崎駅の近くに完成した長崎警察署新庁舎内に運転免許センターが併設されることとなった。
所在地
〒850-0058 長崎県長崎市尾上町5番26号（北緯32度45分15秒 東経129度52分02秒 / 北緯32.75417度 東経129.86722度）
開庁日
- 月曜日から木曜日
- 第1・第3・第5日曜日の2日前の金曜日
- 第2・第4日曜日

閉庁日
- 第2・第4日曜日の2日前の金曜日
- 土曜日
- 第1・第3・第5日曜日
- 祝日
- 年末年始（12月29日から1月3日）

原則、即日交付となるもの
- 更新（一般講習・違反講習・初回講習は日曜日を除く）
- 再交付（日曜日を除く）
- 記載事項変更（日曜日を除く）
- 自主返納（日曜日を除く）
- 経歴証明書（日曜日を除く）

後日交付となるもの
- 失効再取得（日曜日を除く）

駐車場
長崎運転免許センター利用者のための駐車場は用意されていない（長崎警察署の駐車場は利用できない）。

## 沿革
- 2020年（令和2年）
  - 4月1日 - 長崎運転免許センター開設。14:00より業務を開始。
    - 運転免許更新以外（再交付・記載事項変更・自主返納・経歴証明書・失効再取得）の受付を開始。

  - 4月2日 - 運転免許更新の受付・即日交付を開始。

## 交通アクセス
最寄りの鉄道駅
- JR九州「長崎駅」
  - 長崎駅新駅舎が開業した場合は、長崎駅西口が最寄となる。
- 長崎電気軌道 「長崎駅前停留場」・「八千代町停留場」

最寄りのバス停
- 長崎バス・長崎県営バス　「長崎県庁前」・「長崎駅前」・「八千代町」

最寄りの道路
- 長崎県道112号長崎式見港線
- 国道202号